# 奴隷体験記
奴隷体験記または奴隷物語（Slave narrative）は、イギリスおよびアメリカ合衆国、カナダ、西インド諸島を含むイギリスの植民地で奴隷にされたアフリカ人の記録から生まれた文学形式のひとつ。18世紀から19世紀にかけて、北米と西インド諸島出身のおよそ6,000人の元奴隷が自身の体験を語り、彼らの存命中に約150の体験記が抜き刷りやパンフレットとして出版された。1930年代アメリカ合衆国では、世界恐慌の中フランクリン・ルーズベルト政権下2,300以上の口述による奴隷の身分に置かれた間の暮らしの経歴が作家によって収集され公共事業促進局（WPA）の後援により出版された。26のインタビューの大部分が録音され、アメリカ議会図書館に保管されている 。
イングランドとイギリス諸島において、もっとも初期の捕らわれの回想録として知られるものは、多くはバルバリア海賊によって北アフリカで捕虜に、時として奴隷にされたヨーロッパの、後にはアメリカの白人によって書かれた。これらは英語話者のヨーロッパ人による広義の「監禁体験記」のカテゴリーの一部だった。これらは18世紀に始まり、中にはアメリカ先住民の捕虜になり拘束された北アメリカおよびアメリカ合衆国に入植したアメリカ人や開拓者の記録も含まれた。有名な監禁体験記はアメリカ独立戦争以前に出版されたが、それらはしばしば北アフリカにおける捕われの体験記で確立された形式に習った。後の北アメリカ人による記録は、19世紀の移住時代に西の部族に捕らわれたアメリカ人によるものだった。
欧米人にとって、戦争捕虜と奴隷の違いは明確ではなく、より広いジャンル名として「監禁文学」がある。20世紀や21世紀には、国際的な現代の奴隷問題により、さらに奴隷体験記が書かれ、出版されている。

## 北アメリカの奴隷の物語
アフリカから北アメリカに連行された奴隷の物語は、まずは18世紀にイギリスで出版された。オラウダー・イクイアーノの自伝『アフリカ人、イクイアーノの生涯の興味深い物語』(1789)などはその代表的な例である。19世紀においてはアフリカ系アメリカ人が刊行する文献の主要な形式となった。
19世紀前半、アメリカ合衆国における奴隷制度をめぐる論争はいくつかの熱烈な文学的作品を生み出した。奴隷制度の現実を提示するため、ハリエット・タブマン、 ハリエット・アン・ジェイコブズ、 フレデリック・ダグラスなどの元奴隷たちは、奴隷時代および脱出時代を描いた冊子を発行した。ルーシー・デラニーは、ミズーリ州で回顧録を書いた。南北戦争以前に、何人かの著者は奴隷制廃止運動のための小説を書いた。典型的な例は、ハリエット・ビーチャー・ストウの「アンクル・トムの小屋」(1852年)である。彼女の小説の空前の成功（300万部）は、南部作家ウィリアム・ギルモア・シムズやメアリー・イーストマンなどによる、「反トム小説」を生みだすこととなった。どちらの種類の小説も1850年代にはよく売れた。

## 奴隷解放運動を鼓舞する物語
1820年代半ばから、作家たちは奴隷制廃止論を推進するために自叙伝的な形式を選択した。何人かの作家は対話形式などの文学的な技術を採用していた。1835～1865年の間には80以上のこの種の物語が出版された。
例としては次のようなものがある。
- ウィリアム・グライムズ「逃亡奴隷の生活」、ニューヨーク、1825年
- ソロモン・ベイリー「北アメリカ、デラウェア州での奴隷の生活の中のいくつかの注目すべき事件の物語」、1825年
- メリー・プリンス「西インドの奴隷の歴史」、ロンドン、1831年
- 「アメリカ合衆国の奴隷: 黒人男性の人生と冒険の物語」チャールズ・ボール、ルイスタウン、1836年
- モーセ・ローパー「アメリカでの隷属からの脱出の物語」、ロンドン、1837年
- ジェシカ・ランスフォード・レーン「ノースカロライナ州の彼の生活、奴隷の身分から家族によって償還され、肌の色のため出生地から追放された話」1842年
- フレデリック・ダグラス、『フレデリック・ダグラス自叙伝；アメリカの奴隷』ボストン、1845年
- ルイスとミルトン・クラーク「ケンタッキーの奴隷所有者の間で20 年以上捕われの身、革命兵士の息子の苦しみの物語」、ボストン、1846年
- ウィリアム・ウェルズ・ブラウン「逃亡奴隷の物語」、ボストン、1847年
- ヘンリー・ボックス・ブラウン「生命の物語」、ボストン、1849年
- ジョサイア・ヘンソン「もと奴隷、今自分でナレーションします」 (1849 年)
- ジョサイア・ヘンソン「カナダの住民の生活」、ボストン、1849年
- ヘンリー・ビブ「アメリカの奴隷の冒険の物語」、ニューヨーク、1849年
- ジェームズ・W・C・ペニントン「歴史の中でのイベント」、ロンドン、1849年
- ソロモン・ノーサップ『12年間、奴隷として』バッファロー、ニューヨーク、ロンドン1853年
- ジョン・ブラウン「奴隷のジョージア州での生活： 生活、苦しみ：イギリスへの逃亡奴隷の脱出の物語」、1855年
- ジョン ・ トンプソン「逃亡奴隷の生命」、マサチューセッツ州、1855年
- ケイト E. R. ピカード「誘拐された個人的な思い出」、ニューヨーク、1856年
- 牧師J. W. Loguen「奴隷およびフリーマン、実際の生活の物語」、1859年
- エレン・クラフト「自由、またはウィリアムの脱出」、ロンドン、1860年
- ハリエット・アン・ジェイコブス「ある奴隷少女に起こった出来事」ボストン、1861年
- ジョン・アンドリュー・ジャクソン「サウスカロライナ州での奴隷の経験」、ロンドン、1862年
- J.D. グリーン「ケンタッキーからの逃亡奴隷の物語」、1864年
- メアリー・レイノルズ自伝、ルイジアナ州、1827年

## 新しい奴隷の物語
現代文学において、作家が奴隷制時代を描いた作品もある。多くは小説である。
例は次のとおり。
- シャーリー・アン・ウィリアムズ（英語版）『デッサ・ローズ』(1986年)
- マーガレット・ウォーカー（英語版）『ジュビリー』 (1966年)
- ノニ・カーター（英語版）『幸運』（2010年） - ヤングアダルト小説
- マリー・エレナ・ジョン（英語版）『燃えない』(2006年)
- エドワード・P・ジョーンズ（英語版）『知られている世界』(2003年)
- チャールズ・ジョンソン (小説家)（英語版）『中間航路』(1990年)
- ウィリアム・スタイロン『ナット・ターナーの告白』(1967年)
- マディソン・スマルトベル（英語版）『すべて魂の上昇』(1995年) - ハイチ革命についての三部作の最初のもの
- デヴィッド・アンソニー・ダーラム（英語版）『暗闇の中を歩く』(2002年)
- ナターシャ・トレザウェイ（英語版）『ネイティブ・ガード』（2006年）
- オクティヴィア・E・バトラー『親族』(1979年)
- デイビッド・ブラッドリー (小説家)（英語版）『Chaneysville事件』(1981年)
- トニ・モリスン、『ビラヴド』(1987年)

## 参照
1. 1 2 3 4  Bob Greene, "America's 'Slave Narratives' should shock us", CNN, February 17, 2013.
2. ↑  "Interview with Fountain Hughes, Baltimore, Maryland, June 11, 1949", American Folklife Center, Library of Congress, World Digital Library, accessed 26 May 2013.